# آریا نسیمی‌شاد
آریا نسیمی‌شاد (زاده ۱۶ آبان ۱۳۷۸ - مشهد) شناگر اهل ایران است. او نماینده کشور ایران در مسابقات ۲۰۰ متر قورباغه در بازی‌های المپیک تابستانی ۲۰۱۶ بود.